# FC Zuzenhausen
Der FC 1920 Zuzenhausen ist ein Fußballverein aus Zuzenhausen im Rhein-Neckar-Kreis in Baden-Württemberg. In der Saison 2023/24 gelang dem Verein erstmals der Aufstieg in die fünftklassige Oberliga Baden-Württemberg.

## Geschichte
Der FC 1920 Zuzenhausen wurde im Jahr 1920 von Stefan Welz und Fritz Wolpert gegründet. Fritz Wolpert übernahm zunächst den Vorsitz, bevor Heinrich Lichtner diese Rolle 1921 übernahm. Der erste bedeutende Erfolg des Vereins folgte 1922 mit dem Gewinn der B-Klasse. Ab 1926 trainierten Zuzenhäuser Turner auf dem Schlossplatz hinter der Burgruine und im Saal des Gasthauses Elsenztal. 1928 schloss sich der TV Zuzenhausen unter der Leitung von Turnwart Georg Fletterer mit dem FC 1920 zusammen. Der Verein gründete auch eine Handballabteilung, die 1931 die A-Klasse gewann. Mit dem Ausbruch des Zweiten Weltkriegs kam der Sportbetrieb zum Stillstand.
Nach dem Krieg fand das erste Fußballspiel im Oktober 1945 in Hoffenheim statt. Der Verein wurde 1946 neu gegründet und die Fußballmannschaft stieg 1950 nach dem Gewinn der A-Klasse in die Amateurliga Odenwald auf. In den folgenden Jahren wuchs der Verein stetig: 1963 wurde eine Turn- und Leichtathletikabteilung gegründet, 1968 kam eine Frauengymnastikabteilung hinzu. 1971 gelang der Aufstieg der Fußballmannschaft in die Bezirksliga. Unter dem Vorsitz von Dr. Hugo Schlegl stieg die Mitgliederzahl auf 800, und neue Sportarten wie Wandern, Kegeln und Tennis wurden in das Vereinsangebot aufgenommen. 1973 wurde Ellen Obländer Badische Meisterin im Schleuderball. 1989 und 1993 wurde der FC Zuzenhausen Bezirksligameister. 2014 gewann die zweite Fußballmannschaft den Kreispokal, und 2015/16 stieg die erste Mannschaft in die sechstklassige Verbandsliga auf. In der Saison 2022/23 belegte der Verein den vierten Platz und konnte ein Jahr später, 2023/24, die Verbandsliga gewinnen. Damit stieg der FC 1920 Zuzenhausen erstmals in die Oberliga Baden-Württemberg auf, die fünfthöchste Spielklasse Deutschlands. Ihr erstes Oberliga-Spiel absolvierte die Mannschaft am 27. Juli 2024 gegen die SG Sonnenhof Großaspach und erreichte ein 2:2-Unentschieden. Die Premierensaison in der Oberliga beendete Zuzenhausen auf dem drittletzten Tabellenplatz und muss damit nach einer Saison wieder in die Verbandsliga absteigen.
Seit der Saison 2017/18 nimmt der Verein regelmäßig am Landespokal Baden teil. Der beste Abschneiden im Landespokal gelang in der Saison 2022/23, als man im Halbfinale gegen den FC-Astoria Walldorf unterlag.
Der FC Zuzenhausen hat heute rund 750 Mitglieder und bietet Sportabteilungen in den Disziplinen Fußball, Turnen, Leichtathletik und Tennis an.

## Stadion
Zu Beginn seiner Geschichte musste der FC 1920 Zuzenhausen mangels eigenem Sportplatz auf fremden Rasenflächen spielen, bis 1936 der Sportplatz am Talweg errichtet wurde. 1976 wurde im Clubhaus eine Tennisanlage für die neu gegründete Tennisabteilung gebaut. Dank der Förderung durch die Dietmar-Hopp-Stiftung entstanden im Sportzentrum Häuselgrund zwei weitere Sportplätze mit moderner Leichtathletikanlage.
Der FC 1920 Zuzenhausen trägt seine Fußballspiele in der Akademie-Arena auf Rasen 1 aus. Dieses Stadion verfügt über einen Naturrasenplatz und eine Stehplatzkapazität für 3000 Zuschauer.

## Bekannte Persönlichkeiten
- Gabor Gallai
- Johannes Bühler: seit 2023
- Denis Bindnagel: seit 2016
- Dieter Heimen: 2011–2012 (Trainer)
- Luis Görlich: 2010er Jahre
- Michael Rechner: 2008–2009
- Christoph Hemlein: 2003–2005
- Xaver Zembrod: 2000–2001 (Spielertrainer)